# Eobromidella
Eobromidella is een geslacht van uitgestorven kreeftachtigen uit de klasse van de Ostracoda (mosselkreeftjes).

## Soorten
- Eobromidella (Vendona) cicatriosa (Sarv, 1959) Schallreuter, 1993 †
- Eobromidella (Vendona) crassiplicata Schallreuter, Hinz-Schallreuter & Suttner, 2008 †
- Eobromidella (Vendona) longiplicata Schallreuter, 1993 †
- Eobromidella (Vendona) mano Schallreuter, 1993 †
- Eobromidella (Vendona) noncanalis Schallreuter, 1993 †
- Eobromidella (Vendona) ventrodolonata (Schallreuter, 1988) Schallreuter, 1993 †
- Eobromidella centrotuberculata (Hessland, 1949) Harris, 1957 †
- Eobromidella cincta (Krause, 1889) Jaanusson, 1962 †
- Eobromidella concinna (Steusloff, 1894) Schallreuter, 1994 †
- Eobromidella dorsoplicata (Hessland, 1949) Harris, 1957 †
- Eobromidella kuckersiana (Bonnema, 1909) Schallreuter, 1993 †